# Orihove, Popasna
Orihove (în ucraineană Оріхове) este o comună în raionul Popasna, regiunea Luhansk, Ucraina, formată numai din satul de reședință.

## Demografie
Componența lingvistică a comunei Orihove
     Ucraineană (77,24%)
     Rusă (22,64%)
     Alte limbi (0,08%)
Conform recensământului din 2001, majoritatea populației comunei Orihove era vorbitoare de ucraineană (77,24%), existând în minoritate și vorbitori de rusă (22,64%).